# 細木原豪紀
細木原 豪紀（ほそきばら ごうき、1990年3月10日 - ）は、日本の現代音楽作曲家、編曲家。

## 人物
東京都出身。早稲田大学教育学部卒業。2006年に第5回弘前桜の園作曲コンクール第1位および弘前市市教育長賞受賞。2011年には、ブラスエクストリームトウキョウ作品公募に入選。ISCM韓国支部による現代音楽祭「パンミュージックフェスティバル」にも招待された。その他にも多くの作品が現代音楽の演奏家によって演奏されている。作曲を伊左治直に、トロンボーンを村田厚生に師事。作曲の会「Shining」会員であったが、2013年11月30日付で退会した。

## 作風
通常の編成の作品は少なく、曲中に常に何らかの道具や演技、仕掛けなどを用いる作品が多い。一例として、「I want to be + Crossing」では、演奏者とともにプラレールの電車音が、効果音として用いられている。

## 主な作品
- トロンボーンとピアノによるオマージュ「やまなし」（第5回弘前桜の園作曲コンクール高校部門第1位）
- I want to be（任意のソロ楽器、テープなど）
- 謡曲タイムマシン（能楽とバスクラリネット）
- I want to be + Crossing（金管5重奏、ブラスエクストリーム作品公募入選作品）
- Volui Obviam（声とセルパン）
- I love you（ソロトロンボーン）